# Polivinildencloruro
Il polivinildencloruro è il polimero ottenuto per polimerizzazione del 1,1-dicloroetene (anche detto "dicloruro di vinilidene").

## Storia
Il polivinildencloruro fu scoperto casualmente nel 1933 da Ralph Wiley, uno studente assunto part-time dalla Dow Chemical per lavare le attrezzature del laboratorio. Wiley vide che tale materiale si era incrostato nella vetreria; in seguito i ricercatori della Dow Chemical utilizzarono tale materiale per realizzare film di Eonite e Saran.